# Mao lan Đà Lạt
Mao lan Đà Lạt hay nỉ lan Đà Lạt (danh pháp: Trichotosia dalatensis) là một loài thực vật có hoa trong họ Lan. Loài này được (Gagnep.) Seidenf. mô tả khoa học đầu tiên năm 1982.